# ساوث ليتلتون
ساوث ليتلتون (بالإنجليزية: South Littleton) هي قرية تقع في مقاطعة ويشافن ضمن ورسترشير، إنجلترا. تعتبر الأكبر بين القرى الثلاث المعروفة باسم ليتلتون، والتي تضم أيضًا نورث ليتلتون وميدل ليتلتون.

## الموقع
تقع ساوث ليتلتون في موقع متوسط بين بلدتي إيفيشام وبيدفورد أون أفون، في منطقة ويست ميدلاندز بإنجلترا. تُعد نقطة ريفية محاطة بالأراضي الزراعية، كما يسهل الوصول منها إلى الطرق المحلية المؤدية إلى البلدات المجاورة.

## السكان
وفقًا لتعداد عام 2001، بلغ عدد سكان ساوث ليتلتون 1٬775 نسمة، بينما بلغ عدد سكان قريتي نورث وميدل ليتلتون معًا 906 نسمة. أما في تعداد عام 2021، فقد بلغ عدد سكان ساوث ليتلتون 950 نسمة فقط، ما يشير إلى تغيّرات ديموغرافية خلال العقدين الأخيرين.

## الإدارة والخدمات
تُدار القرية ضمن نطاق مجلس مقاطعة ويشافن، وتقع تحت مسؤولية الجهات الخدمية التالية:
- الشرطة: شرطة ويست ميرسيا
- الإطفاء: هيريفورد وورستر
- الإسعاف: خدمة إسعاف ويست ميدلاندز
- البرلمان: تقع ضمن دائرة منتصف ورسترشير البرلمانية في مجلس العموم البريطاني.